# 濱西由希子
濱西由希子(Yukiko Hamanishi ，1971年5月13日—)，A型 金牛座
日本花式撞球職業選手，日本職業撞球協會(JPBA)32期生 封號「氣質美女」，緯來主播稱其「小西」。
2008年8月嫁同為日本職業撞球選手大井直幸。
2009年以冠夫姓出賽，是為大井由希子（Yukiko Ohi）

## 年度總冠軍賽

### 2007女子職業撞球大賽
| 站別     | 冠軍        | 亞軍   | 季軍                            |
| 一       | 柳信美      | 賴慧珊 | 林沅君、濱西由希子（ 日本）     |
| 二       | 金佳映（ ） | 柳信美 | 周婕妤、Amit Rubilen（ 菲律賓） |
| 三       | 林沅君      | 林倍君 | 柳信美、賴慧珊                  |
| 總冠軍賽 | 金佳映（ ） | 蔡佩真 | 張舒涵、柳信美                  |

### 2008女子職業撞球大賽
| 站別     | 冠軍   | 亞軍        | 季軍                        |
| 一       | 蔡佩真 | 柳信美      | 范瑞芳、周婕妤              |
| 二       | 周婕妤 | 金佳映（ ） | 柳信美、濱西由希子（ 日本） |
| 三       | 譚湘玲 | 高淑品      | 林沅君、林苗儀              |
| 總冠軍賽 | 周婕妤 | 林沅君      | 蔡佩真、金佳映（ ）         |

## 成績
2003年 亞洲花式撞球錦標賽女子亞軍
2005年 第7屆德國杜伊斯堡世界運動會女子9號球第5名
2006年 安麗盃世界女子花式撞球錦標賽第5名
2007年 安麗盃世界女子花式撞球錦標賽季軍
2007年 緯來2007女子職業撞球大賽第一站季軍
2007年 澳門亞洲室內運動會女子8號球第4名
2008年 安麗盃世界女子花式撞球錦標賽第9名
2008年 日本九州女子公開賽冠軍
2008年 全日本女子職業巡迴賽第3站季軍
2008年 全日本女子職業巡迴賽第4站冠軍
2008年 緯來2008女子職業撞球大賽第2站季軍
2009年 全日本女子職業巡迴賽第2站季軍
2009年 安麗盃世界女子花式撞球公開賽第9名
2009年 全日本女子職業巡迴賽第3站冠軍
2010年 全日本女子職業巡迴賽第一站冠軍
2010年 東海女子9號球公開賽冠軍